# Richard Dercks
Richard Dercks (29 januari 1957) is een voormalig Nederlands voetballer. Hij stond in het betaalde voetbal onder contract bij Feyenoord en SVV en hij speelde bij de amateurs van Quick Den Haag.

## Loopbaan
Vanuit de jeugdafdeling van Quick kwam hij in het eerste elftal van de derdeklasser uit Den Haag. Daar werd hij als 21-jarige ontdekt door Feyenoord. 
Zijn debuut in het tweede team van Feyenoord (C-elftal) was op 7 oktober 1978 tegen Ajax (4-2 winst). Dercks, net terug van een enkelblessure, scoorde twee treffers. In zijn tweede seizoen was hij de aanvoerder maar de doorbraak naar de hoofdmacht van Feyenoord bleef uit.
Hij vertrok in 1980 naar SVV. Daar trof hij trainer Sándor Popovics met wie hij ook bij Quick samenwerkte.
In vier seizoenen speelde hij 114 competitieduels voor de club uit Schiedam. Hij verliet SVV in 1984 omdat zijn oude club Quick hem kon helpen aan een baan als fysiotherapeut.

## Wedstrijdstatistieken
| Seizoen | Club      | Competitie     | wed. | goals |
| ------- | --------- | -------------- | ---- | ----- |
| 1979/80 | Feyenoord | Eredivisie     | 0    | 0     |
| 1980/81 | SVV       | Eerste divisie | 31   | 4     |
| 1981/82 | SVV       | Eerste divisie | 31   | 6     |
| 1982/83 | SVV       | Eerste divisie | 26   | 2     |
| 1983/84 | SVV       | Eerste divisie | 26   | 4     |
| Totaal  | Totaal    | Totaal         | 114  | 16    |